# Ефект Бабая
Ефект Бабая (англ. Woozle effect), також відомий як доказ цитуванням (англ. evidence by citation), або просто «бабай», трапляється, коли часте цитування попередніх публікацій, яким не вистачало доказів, змушує індивідуумів, групи та широкий загал думати, що докази існують, і такі «не-факти» стають міськими легендами та фактоїдами.

## Походження терміна, визначення ефекту і пов'язаних з ними понять
Бабай (англ. Woozle) — це уявний персонаж у книзі А. А. Мілна «Вінні-Пух», опублікованій 1926 року. У третьому розділі, «у якому Пух та П'ятачок йдуть на полювання і майже ловлять Бабая», Вінні-Пух і П'ятачок починають йти за слідами, залишеними на снігу, вважаючи, що вони є слідами Бабая. Кількість слідів все збільшується, аж поки Крістофер Робін не пояснює їм, що вони ходять власними слідами по колу навколо дерева.
Ще до появи конкретного терміна «ефект Бабая», дослідження феномену (і зв'язок з Бабаєм) налічувало понад 60 років. Беван у праці 1953 року, пишучи про наукову методологію і дослідницькі помилки в області психології, використовує термін «науковці-мисливці на Бабая». Вольвілл у праці 1963 року згадує «полювання на Бабая» в соціальних наукових дослідженнях, а Стівенс у праці 1971 року попереджає читачів про «бабаїв» при вивченні листа, який невірно цитували.
За даними Річарда Дж. Геллеса, термін «ефект Бабая» був придуманий Беверлі Хоутон в 1979 році Інші дослідники вважають авторами цього терміна Геллеса (1980 рік) або Геллеса і Мюррея А. Штрауса (1988 рік).. Геллес та Штраус доводили, що ефект Бабая описує патерн упередження, присутнього у соціальних науках, яке визначається як таке, що веде до численних помилок в сприйнятті певного питання особистостями і громадськістю, науковими колами, політиками та урядом. «Бабай»  - це також твердження про дослідження, яке не підтримується оригінальними знахідками. На думку Даттона, ефект Бабая, або «бабай», виникає, коли часті цитування попередніх публікацій, що мають недостатньо доказів, вводить в оману окремі особи, групи і публіку, примущуючи їх думати або вірити, що докази існують, а ці «не-факти» стають міські легендами та фактоїдами. Створення «бабаїв» часто пов'язане зі зміною мови від кваліфікованої («може», «можливо», «могло») до абсолютної формі («відомо, що»), що зміцнює текст і вводить до нього ідеї і погляди, які не поділялися оригінальним автором або не підтверджуються доказами.:28
Віннінгем і Бартон-Берк (2000) стверджують, що «рабське поклоніння» політкоректності сприяє ефекту Бабая. Даттон бачить ефект Бабая як приклад упередження підтвердження і пов'язує його з виживанням переконань і груповим мисленням.:109 Оскільки в соціальних науках емпіричні докази можуть бути засновані на емпіричних звітах, а не об'єктивних вимірюваннях, там може бути тенденція для дослідників узгоджувати докази зі своїми очікуваннями. На думку Даттона можливо також, що соціальні науки можуть мати схильність узгоджуватись з сучасними уявленнями та ідеалами соціальної справедливості, що призводить до їх упередженості на користь тих ідеалів.:110 Гамбрілл у праці 2012 року пов'язує ефект Бабая та процеси, які створюють псевдонауку. Гамбрілл і Рейман у праці 2011 року також пов'язують його з більш цілеспрямованими прийомами пропаганди; вони також визначають вступні фрази типу «Всім відомо …», «Зрозуміло, що …», «Очевидно, що …», «Загальновизнано, що …» як дзвіночок, що лінія міркувань, яка йде після них, може бути «бабаєм».

## Приклади
У 1979 році Хоутон продемонстрував ефект Бабая, показавши, яка робота Геллеса 1974 року, заснована на невеликій вибірці і опублікована у «The Violent Home» Штраусом, який написав передмову до неї, була представлена, як ніби вона стосувалася великої вибірки. Обидва вони були пізніше процитовані Ленглі & Леві у їх книзі 1977 року «Wife Beating: The Silent Crisis». У книзі 1998 року «Intimate Violence» Геллес та Штраус використовують бабая Вінні-Пуха, щоб проілюструвати, як погані практики в наукових і самореферентних наукових дослідженнях спричиняють сприйняття старіших досліджень як свіжих доказів, що створює помилки і упередження.
У дослідженні, проведеному «Vera Institute of Justice», Вайнер і Хала (2008) повідомили, що деякі труднощі досліджень, пов'язані з вимірюванням людьми. Вони описують і прослідковують ефект Бабая у зв'язку з оцінками розповсюдженості торгівлі людьми. Здійснюючи пошук у відповідній літературі періоду між 1990 і 2006 роками, Вайнер і Хала знайшли 114 оцінок поширеності в 45 публікаціях. Тільки одна з публікацій цитувала оригінальне дослідження, а деякі оцінки поширеності виявилися взагалі без джерел. Автори прийшли до висновку, що публікаціям, які вони розглянули не вистачало цитат, адекватних оперативних визначень та обговорення методології. Странський і Фінкельхор (2008/2012) критикували загальну методологію, яка використовується у дослідженнях торгівлі людьми. Вони цитують ефект Бабая і публікують велике попередження на першій сторінці своєї доповіді, де застерігають проти цитування будь-яких конкретних оцінок, які вони наводять, оскільки ретельний розгляд цифр «…показує, що ні одна з них не заснована на міцному науковому підґрунті».

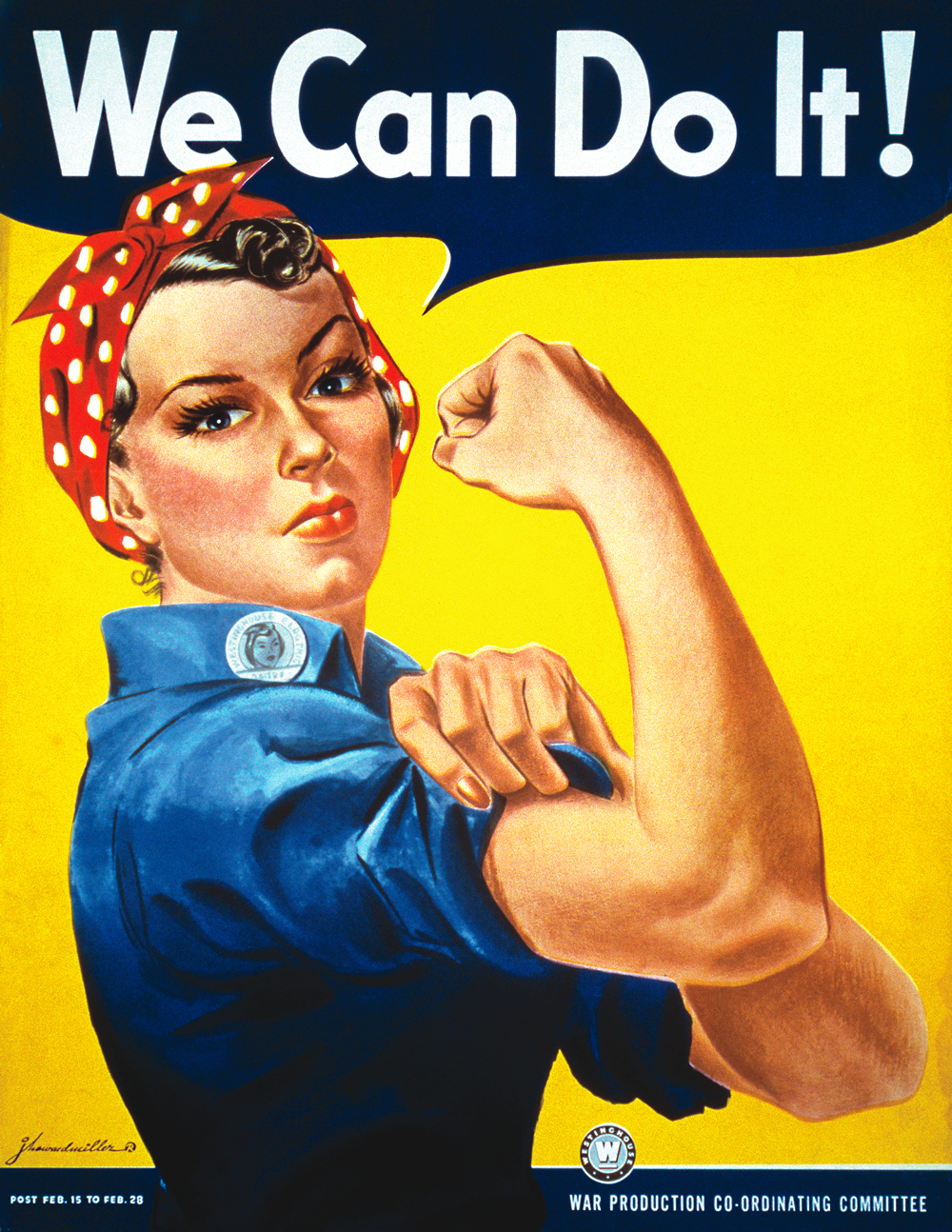
Плакат "We Can Do It!" ("Ми можемо це зробити!") (1943). Джеральдін Дойл стверджувала без жодних доказів, що була джерелом натхнення для плаката

Гамбрілл і Рейман у праці 2011 аналізують наукові праці і комунікації широкого загалу про соціальну тривожність і роблять висновок, що багато хто з них займаються спекуляціями на хворобах, представляючи модель соціальної тривожності як незаперечний факт, вдаючись до прийомів незаперечуваного повторення і шляхом виключення з дискурсу будь-яких конкуруючих теорій. Гамбрілл і Рейман також відзначають, що навіть після навчання своїх піддослідних про сигнальні ознаки таких методів, багато з них все одно не змогли побачити ознаки маніпулювання в практичному тесті.
Джеймс Дж. Кімбл дає як приклад історіографію 1994—2015 років американського плаката «We Can Do It!» воєнного часу (1943 р.). Після того, як жителька Мічигану Джеральдін Гофф Дойл сказала в 1994 році, що саме вона була живою моделлю для плаката, багато джерел повторювали її твердження без перевірки двох фундаментальних припущень: що саме Дойл була молодою працівницею заводу, яка зображена на фото 1942 року, і що саме ця фотографія надихнула рекламного художника Дж. Говарда Міллера на створення плаката. Хоча деякі ЗМІ повідомляли про цей зв'язок як непідтверджений, багато хто з ентузіазмом його підтримав. Вага цих численних заохочень дала історії Дойл «переконливість», незважаючи на відсутність встановленого зв'язку. У 2015 році Кімбл знайшов оригінальний фотографічний знімок працівниці фабрики, підпис якого ідентифікує молоду жінку як Наомі Паркер, яка працювала в Каліфорнії в березні 1942 року, в той час як Дойл ще вчилась у школі.